# Гаврилов, Михаил Николаевич
Гаврилов Михаил Николаевич (9 апреля 1893, Санкт-Петербург — 4 апреля 1954) профессор, церковный публицист, историк и педагог, известный деятель русского католического апостолата в эмиграции, принадлежавший к российской синодальной традиции византийского обряда, автор и сотрудник издательства «Жизнь с Богом» и «Восточно-христианского очага», прихожанин греко-католического храма Благовещения Пресвятой Богородицы в Брюсселе и прихода Святой Троицы в Париже, участник Русского апостолата в Зарубежье. Работы Гаврилова транслировались в передачах Мир и свет жизни выходившей на волнах Монте-Карло.

## Биография
Поступил в Новороссийского университет в Одессе, где учился на историко-филологическом факультете, позже перевелся на юридический факультет в Санкт-Петербурге.
Эмигрировал в Румынию, затем переехал во Францию, окончил Сорбонну в Париже.
Преподавал в русской гимназии в Париже и в интернате Святого Георгия в Медоне, вел научную и просветительскую деятельность при Католической университете в Париже.
Гаврилов совершенно сознательно пришел к уверенности в том, что истинность и полнота совершенного православия пребывает в католичестве. Находясь в лоне Католической церкви он оставался твердым защитником ценностей Восточного церковного предания, определяя русское католичество следующим образом:

«Смысл русского католичества и русских католиков только в том, чтобы на деле показать возможность православия в католичестве».

В 1950 году Гаврилов был одним из инициаторов организации паломничества русских католиков в Рим, результатом которого стало апостольское послание Папы Пия XII к народам России «Sacro vergente anno» и посвящение России Сердцу Божией Матери в 1952 году.
Кардинал Евгений Тиссеран неоднократно отмечал большую пользу трудов Гаврилова делу христианского единства.
Гаврилов был участников Съездов русских католиков в Русском Зарубежье.

## Труды
Опубликовал множество статей в журнале «Россия и Вселенская Церковь» парижском католическом буллетене «Наш Приход», печатался в различной немецкой, английской и французской периодике, а также в издательствах Русский центр Фордемского университета и Жизнь с Богом.
Основные работы:
- Гаврилов М. Н. Иже во святых отца нашего Льва Великого, Папы Римского жизнь и учение, в связи с его эпохой и со смыслом его почитания в православных богослужебных книгах: По случаю 1500-летия IV-го Вселенского Халкидонского Собора. 1953. 48 с.
- Гаврилов М. Н. Ватикан. Война и мир. 1953. 27 с.
- Гаврилов М. Н. Духовные основы русской культуры: Основные идеи творчества Ф. М. Достоевского. 1954. 24 с.
- Гаврилов М. Н. Новые явления миру Пресвятой Богородицы: Повесть о Фатиме… 1949. 29 с.
- Гаврилов М. Н. Православие и Ферраро-Флорентийский собор. 1954. 16 с.
- Гаврилов М. Н. Святитель Николай Мир Ликийских чудотворец. 1950. 32 с.
- Гаврилов М. Н. Святитель Николай Мир Ликийских чудотворец. 1987. 32 с.
- Гаврилов М. Н. Тайна Рождества и Успения Пресвятой Богородицы. 1950. 17 с.
- Гаврилов М. Н. Туринская плащаница: Описание и научное объяснение. 1964. 24 с.
- Гаврилов М. Н. Ферраро-Флорентийский собор и Русь. 1955. 28 с.
- Гаврилов М. Н., Тышкевич Станислав, свящ. СВЯТОЙ ПИЙ X
- Гаврилов М. Н. Письмо к человеку желающему «перейти» в католичество
- Гаврилов М. Н. Св. Лев Великий. 1996. 84 с.